# Річне (Сандиктауський район)
Річне́ (каз. Речное) — село у складі Сандиктауського району Акмолинської області Казахстану. Входить до складу Лісного сільського округу.
Населення — 180 осіб (2021; 204 у 2009, 238 у 1999, 293 у 1989).
Національний склад станом на 1989 рік:
- росіяни — 49 %;
- казахи — 25 %.

У радянські часи село називалось також Річний.